# Парасоль

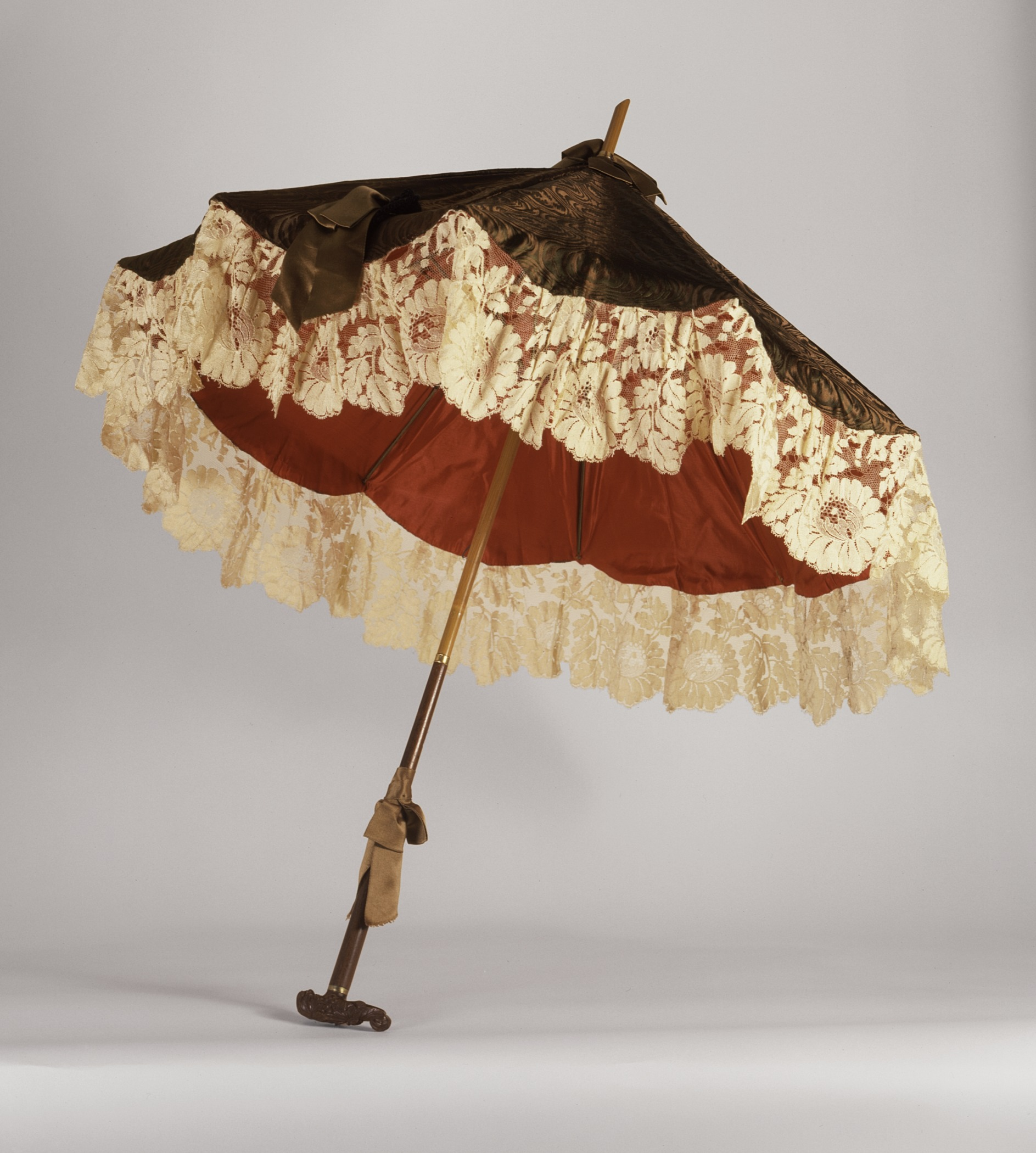
Парасоль. Вероятно, США, ок. 1880. Музей искусств округа Лос-Анджелес

Парасоль (фр. parasol — букв. «против солнца») — зонт, предназначенный для защиты от солнца. В XVIII—XIX веках представлял собой модный аксессуар, с которым женщины отправлялись на прогулку. 
Парасоль был изобретён во Франции в XVII веке и стал первой разновидностью зонта, появившейся в Европе. Первоначально единственным его назначением была защита кожи женщины от солнца и, следовательно, от загара, который считался признаком низших, работающих сословий. В отличие от обычного зонта, предназначенного для защиты в первую очередь от дождя, парасоль долгое время не имел функции не пропускать влагу. Парасоль, как и остальные аксессуары, был частью образа хозяйки и должен был, во-первых, гармонировать с её нарядом, во-вторых, показывать статус. Парасоли изготавливались из кружева или разнообразных тканей и обильно украшались рюшами, лентами и так далее. Ручки нередко изготавливались с роскошью и изобретательностью; использовались слоновая кость, полудрагоценные материалы, резьба по дереву. 
В 1772 году англичанин Джон Ханвэй придумал заменить кружева и лёгкие ткани, из которых изготавливались парасоли, на более плотную, не пропускающую воду ткань, и изобрёл таким образом зонт от дождя. Несмотря на это, классические дамские парасоли остаются в моде вплоть до 1920-х годов, когда мода на аристократическую бледность сменяется модой на загар. 
В настоящее время парасоли используются на пляже в виде больших зонтов, вкапываемых в песок или устанавливаемых на специальное основание. Также парасоль может быть частью образа при косплее или исторической реконструкции. 

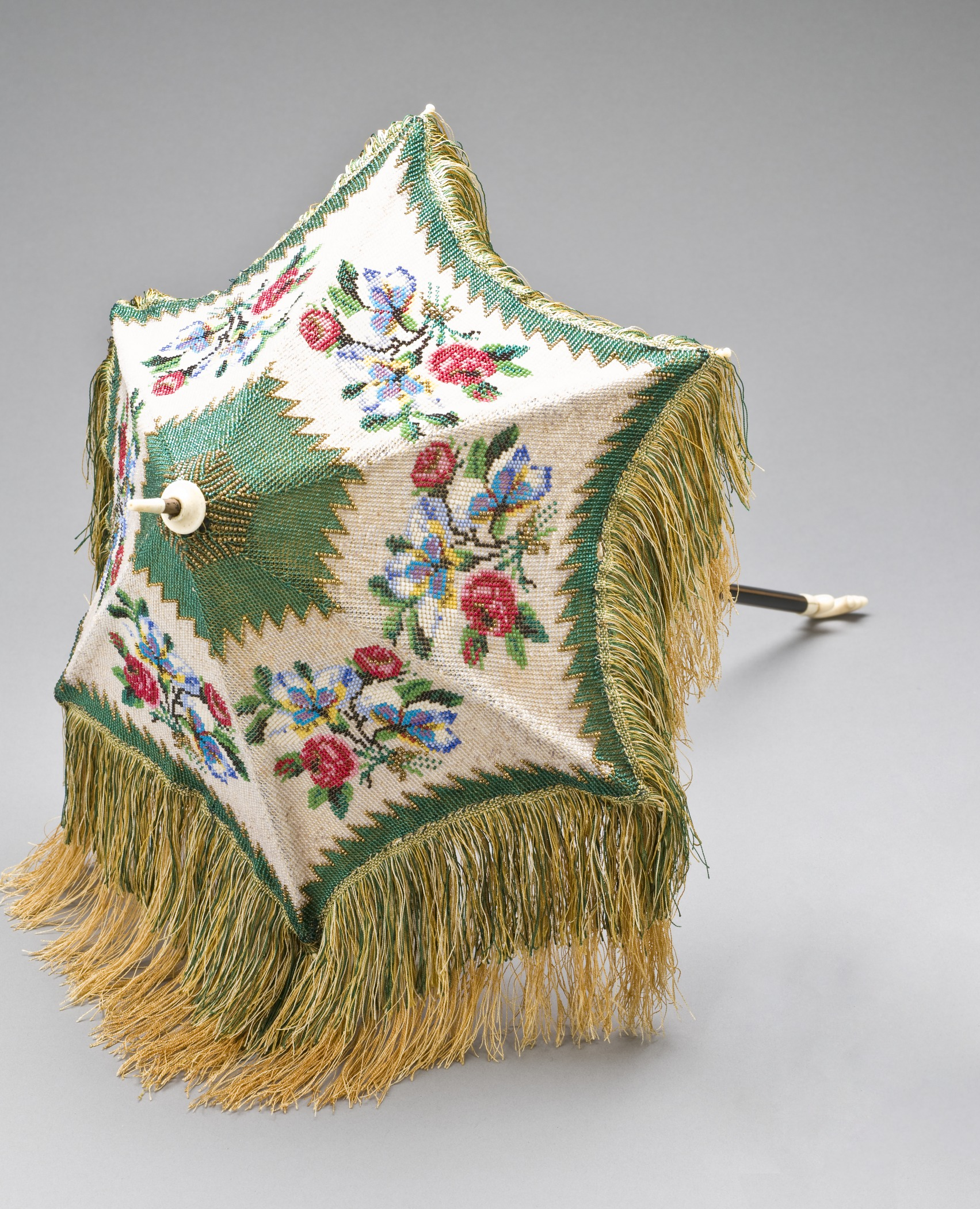
Вышитый парасоль, ок. 1805
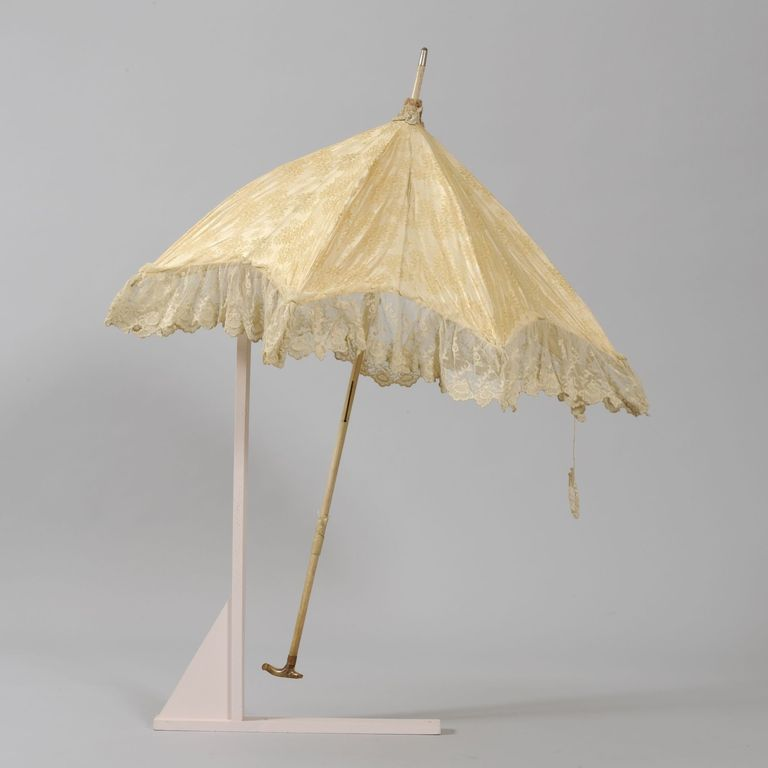
Парасоль, отделанный кружевом, вторая половина XIX века
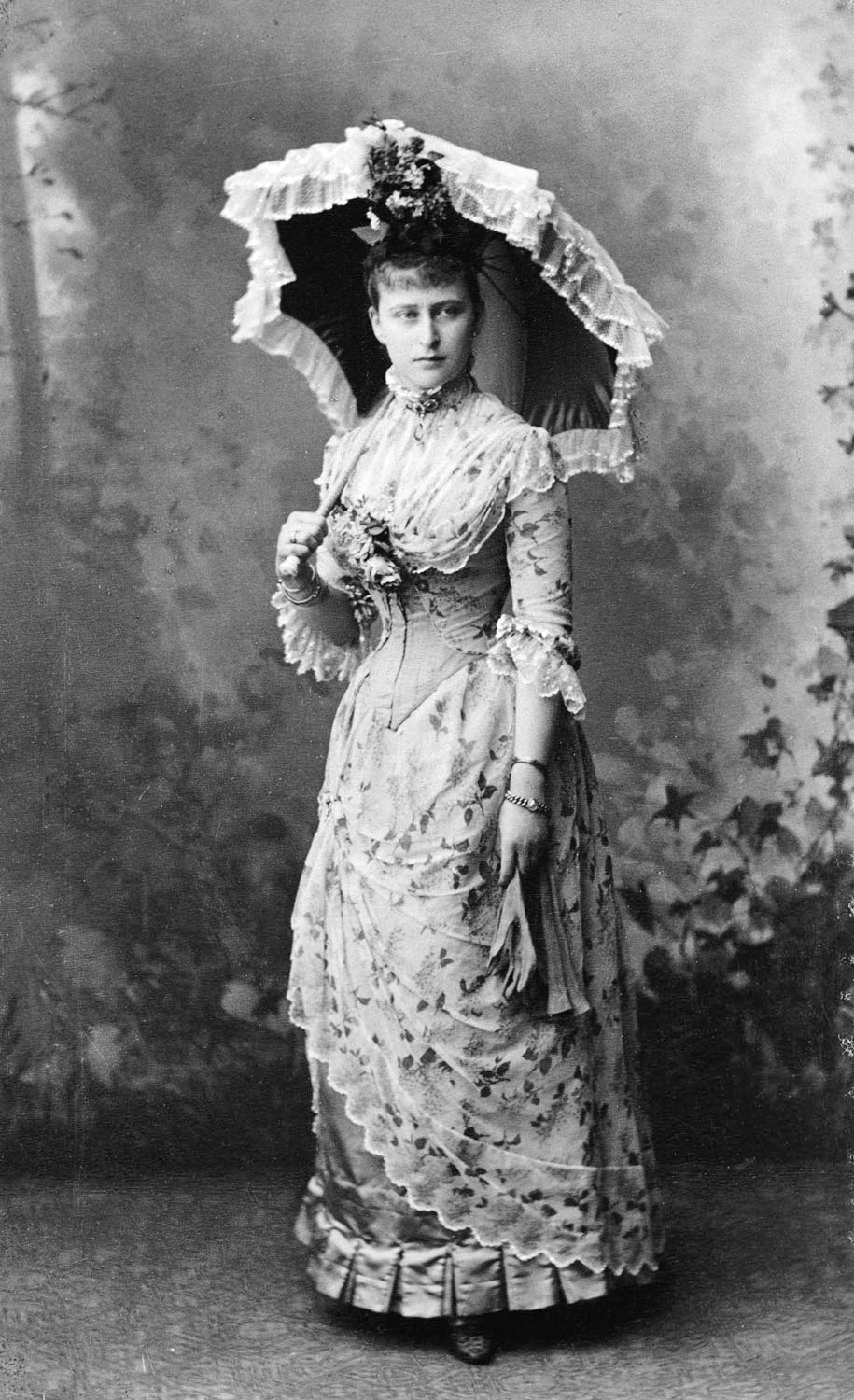
Великая княгиня Елизавета Фёдоровна, 1887
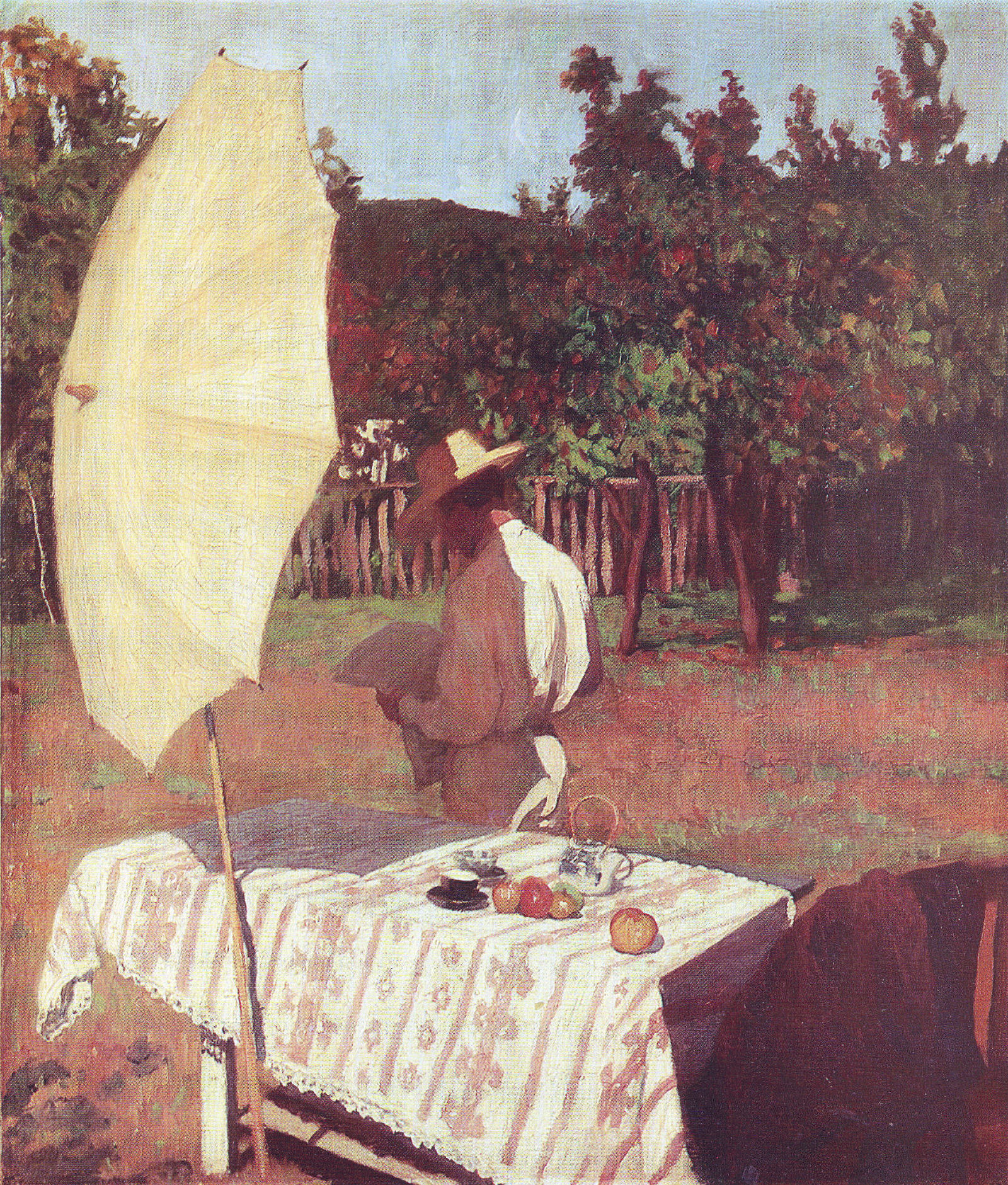
Карой Ференци. Октябрь. 1893
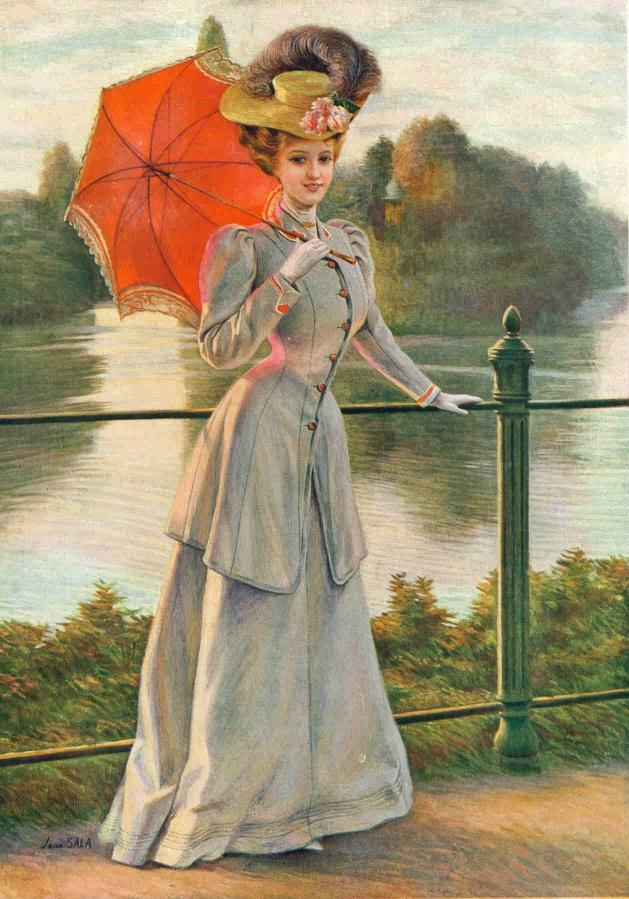
Дама с парасолем. Модная картинка, Франция, 1905
Девушка в образе «лолиты» с зонтиком от солнца, Токио, Япония